# Google achter het scherm
"Google: achter het scherm" é um episódio de 51 minutos da série de documentário televisivo Backlight sobre o Google. O episódio foi transmitido pela primeira vez no dia 7 de maio de 2006 pela VPRO no Nederland 3. Foi dirigido por IJsbrand van Veelen, produzido por Nicoline Tania e editado por Doke Romeijn e Frank Wiering.